# Ambazonia
L'Ambazonia, ufficialmente la Repubblica Federale dell'Ambazonia (in inglese Federal Republic of Ambazonia), è uno Stato secessionista senza riconoscimento internazionale nel Camerun occidentale che consiste, nelle sue rivendicazioni, alle regioni del Nordovest e del Sudovest del Paese (ossia a gran parte dell'ex Camerun britannico, con l'esclusione dei territori settentrionali che si unirono alla Nigeria nel 1961).
Buéa è la capitale dichiarata; il territorio rivendicato confina con il Camerun a est e la Nigeria a ovest.

## Etimologia

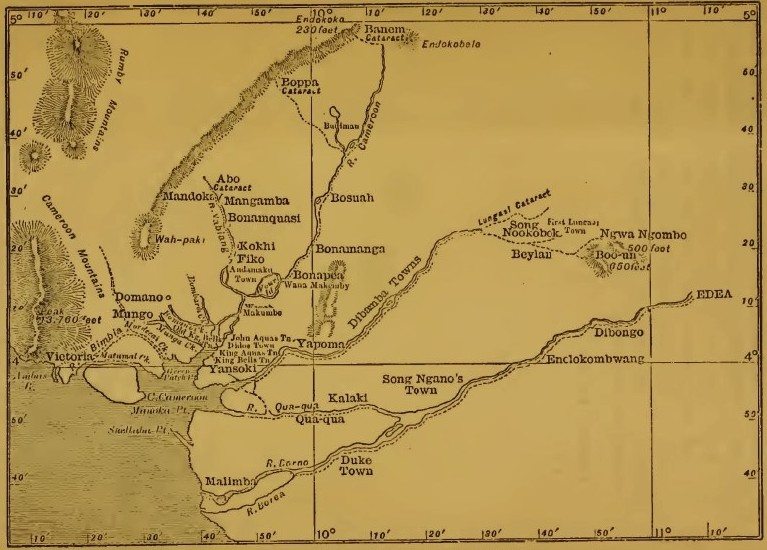
Un'antica mappa con la posizione della baia di Ambas (sulla sinistra)

Il termine "Ambazonia" deriva dalla parola Ambozes, il nome locale della baia di Ambas, posta alla foce del fiume Wouri. Il nome fu coniato da Fon Gorji Dinka nel 1984, come parte di una campagna di valorizzazione della cultura anglofona e dell'autonomia della regione.
Il termine è normalmente associato ai separatisti e agli indipendentisti, mentre il governo camerunese e le altre istituzioni internazionali, come l'ONU, utilizzano i nomi ufficiali delle regioni, "Nordovest" e "Sudovest". Altre fonti utilizzano anche il nome coloniale, "Southern Cameroons", o le espressioni informali "Camerun anglofono" e "Regioni anglofone del Camerun".

## Storia
Fino al 1961 l'Ambazonia era conosciuta come Camerun del Sud (Southern Cameroons), la parte meridionale del Camerun britannico, separato dal Camerun francese; la divisione era sorta al termine della prima guerra mondiale, con la spartizione del Camerun tedesco tra Francia e Regno Unito.
     Camerun tedesco
     Camerun britannico
     Camerun francese
     Camerun indipendente

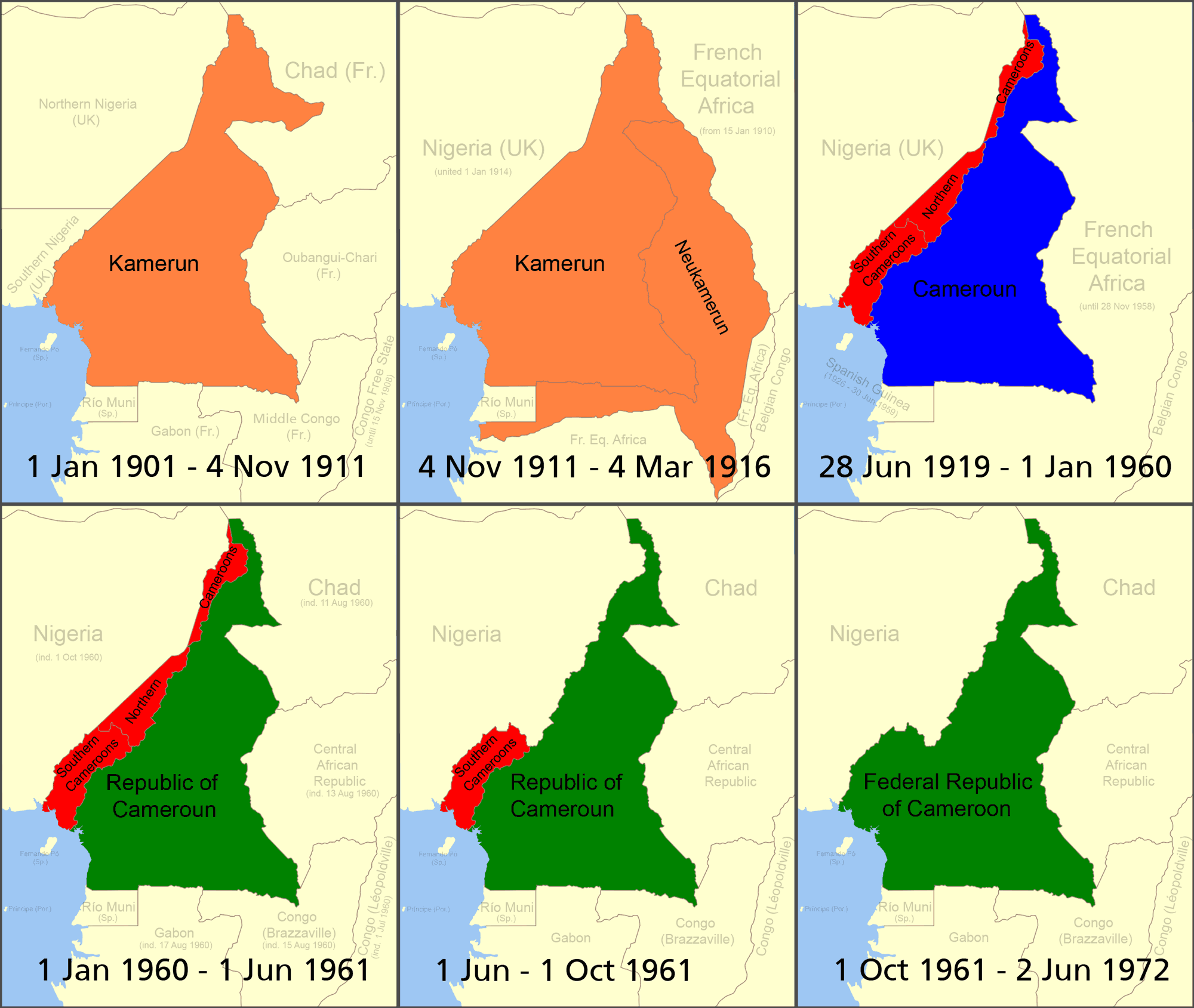
Evoluzione delle frontiere del Camerun in epoca coloniale; l'Ambazonia costituiva la regione meridionale del Camerun britannico
Camerun tedesco
Camerun britannico
Camerun francese
Camerun indipendente

Al momento dell'indipendenza, si tenne un referendum e gli elettori dei Camerun del Sud scelsero di unirsi al Camerun come stato costituente di una repubblica federale, conosciuta come Repubblica Federale del Camerun. Con il tempo, il potere del governo centrale - dominato dai francofoni - si è diffuso a svantaggio dell'autonomia della regione, nella quale molti residenti si identificano come anglofoni; i tentativi del governo camerunese di sradicare le istituzioni legali, amministrative, educative e culturali anglofone ha inoltre contribuito nel tempo ad alimentare le tensioni sociali nella regione.
Nel 2016 e nel 2017, alcune manifestazioni per la richiesta di riforme e di autonomia sono state accolte da una violenta repressione governativa, che ha portato a disordini e violenze contro le forze dell'ordine e, il 1º ottobre 2017, ad una dichiarazione unilaterale di indipendenza da parte della leadership ambazoniana. La violenza è degenerata in guerriglia e, dal 2021, gli scontri si sono intensificati; mentre i centri più popolati e le località strategiche sono in gran parte controllate dal governo centrale, ampie parti di aree rurali più isolate sono controllate dai separatisti e utilizzate per lanciare attacchi. La violenza in corso ha portato a violazioni dei diritti umani ampiamente segnalate da entrambe le parti, tra cui uccisioni indiscriminate di civili, torture, stupri, crimini di genere, detenzioni ingiustificate e rapimenti.

## Geografia
Il territorio rivendicato dalla repubblica comprende il Parco nazionale di Korup.
È presente inoltre il monte Camerun, un vulcano che si trova nella linea vulcanica che si estende fino al golfo di Guinea.

### Clima

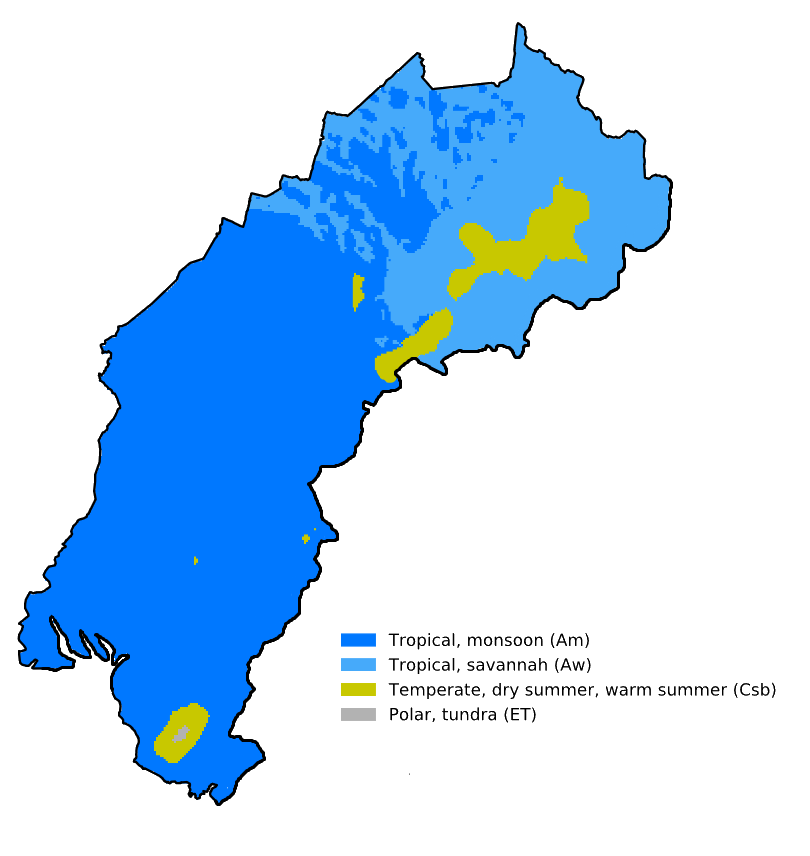
Mappa climatica dell'Ambazonia

Il clima è tropicale monsonico.

## Popolazione

### Lingua
In Ambazonia vive la maggioranza degli anglofoni del Camerun occidentale.

## Ordinamento dello stato

### Suddivisione amministrativa

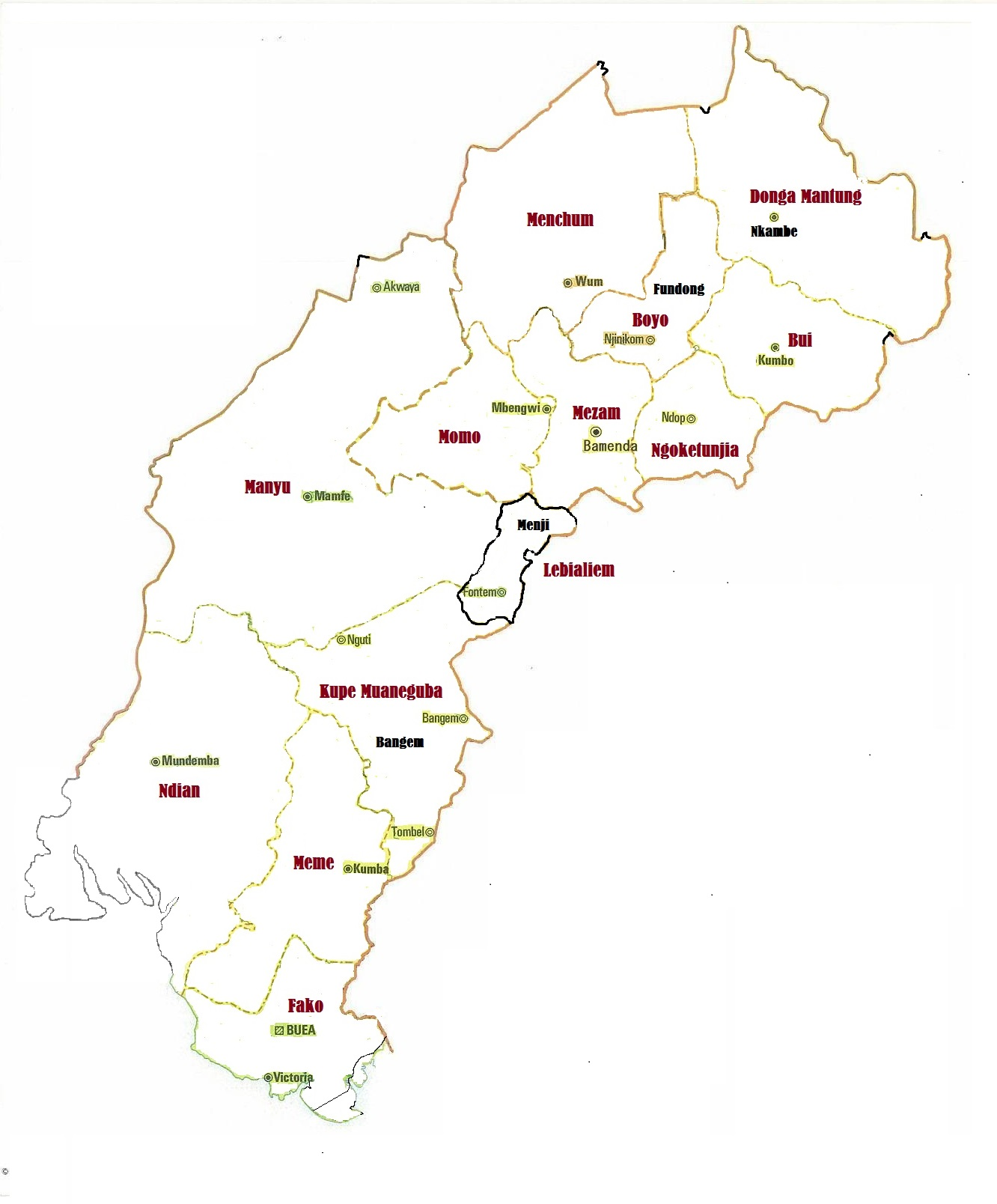
Contee dell'Ambazonia

#### Stati federati
L'autoproclamata Repubblica Federale dell'Ambazonia è suddivisa in tre Stati federati: Savannah, Midland e Equatoria.

#### Contee
L'autoproclamata Repubblica Federale dell'Ambazonia è divisa in 13 contee, che hanno ciascuna la loro capitale.
Le contee attualmente sono in comune con i dipartimenti che sono a sua volta interessati delle due regioni: Nordovest e Sudovest.
| Contee           | Capitali |
| ---------------- | -------- |
| Boyo             | Fundong  |
| Bui              | Kumbo    |
| Donga-Mantung    | Nkambé   |
| Menchum          | Wum      |
| Mezam            | Bamenda  |
| Momo             | Mbengwi  |
| Ngo-Ketunjia     | Ndop     |
| Fako             | Limbe    |
| Koupé-Manengouba | Bangem   |
| Lebialem         | Menji    |
| Manyu            | Mamfé    |
| Meme             | Kumba    |
| Ndian            | Mundemba |

#### Città
Le città importanti sono la capitale Buéa che si trova nella parte meridionale e Bamenda nella parte settentrionale.

## Politica
Il Presidente dell'Ambazonia è il capo di Stato nonché capo del governo del paese.

### Politica interna
Dal 1961 al 1972 la regione era rappresentata dal Primo ministro del Camerun occidentale, figura che in seguito venne di fatto abolita nella costituzione federale camerunense. Il governo del paese non considera quella dall'Ambazonia come una secessione dal Camerun, ma come un ripristino della propria sovranità.

### Politica estera
L'Ambazonia non è riconosciuta da altri Paesi a livello internazionale.
È membro dell'Organizzazione delle nazioni e dei popoli non rappresentati (UNPO) dal 2018.

### Difesa
La difesa è affidata alle Forze di difesa dell'Ambazonia (Ambazonia Defence Forces) ed è controllata dal Ministero della difesa ambazoniana.

## Economia
La valuta ufficiale è l'AmbaCoin, una criptovaluta che si affianca de facto al franco CFA in uso in Camerun.